# Deck13 Interactive
Deck 13 Interactive GmbH (anteriormente TriggerLab GmbH), de Nombre comercial Deck13, es una empresa desarrolladora y editora de videojuegos alemana con sede en Frankfurt, Alemania. La compañía fue fundada en julio del año 2001 por el equipo de la anterior Artex Software, un estudio que desarrolló principalmente videojuegos para RISC OS, como Ankh: The Tales of Mystery. Originalmente con el nombre de TriggerLab, la compañía pasó a llamarse Deck13 después del lanzamiento de su primer videojuego, Stealth Combat, en 2002. Deck13 es conocido por desarrollar juegos de rol y de acción como Lords of the Fallen y The Surge. El 30 de enero de 2015, la compañía abrió una filial operativa con sede en Hamburgo Deck 13 Hamburg GmbH (que opera como Deck13 Hamburgo).

## Historia
Antes de la fundación de Deck13, los miembros fundadores de la compañía estaban activos en el desarrollo de juegos bajo la marca de Artex Software, que se enfocaba en el desarrollo de juegos para RISC OS. El 11 de julio de 2001, se incorporó Triggerlab GmbH, y su primer juego se convertiría en Stealth Combat del año 2002 . Después de que se lanzó el juego, la empresa pasó a llamarse Deck 13 Interactive GmbH y se adoptó el nombre comercial Deck13.
En 2005, se lanzó el juego de aventura Ankh, que era una nueva versión del juego Ankh: The Tales of Mystery, de 1997, de Artex Software. Como el producto se vendió muy bien y ganó varios premios (especialmente en Alemania), la secuela Ankh: Heart of Osiris fue producida y lanzada casi exactamente un año después, reutilizando elementos del título anterior. En agosto de 2007, se lanzó el juego de aventuras Jack Keane que era similar a la serie Ankh en términos de gráficos y jugabilidad, pero que se ambientaba en Inglaterra y en la India colonial. La tercera parte de la serie de Ankh, La batalla de los dioses, fue lanzada en Alemania el 19 de noviembre de 2007. Uno de sus últimos juegos, el juego de rol llamado Venetica fue lanzado en septiembre de 2009 y fue el primer juego de rol publicado por la compañía. Posteriormente, Deck13 Interactive estaba trabajando en Blood Knights, un videojuego del género hack-and-slash cómico para Microsoft Windows, Xbox 360 y PlayStation 3, que se lanzó en el año 2013.
En 2015, Deck13 lanzó Lords of the Fallen en cooperación con CI Games. Desarrollo The Surge y The Surge 2 distribuidos por Focus Home Interactive.
En septiembre de 2016, el director gerente Florian Stadlbauer anunció que había dejado la empresa y que Mathias Reichert le había sustituido.

## Juegos desarrollados

### Deck13
| Año  | Título                                                                       | Distribuidor                                              | Notas                                            |
| ---- | ---------------------------------------------------------------------------- | --------------------------------------------------------- | ------------------------------------------------ |
| 2002 | Stealth Combat                                                               | Modern Games, Cryo Interactive                            | Como TriggerLab                                  |
| 2004 | Carnival Cruise Lines Tycoon 2005: Island Hopping                            | Activision Value                                          | Bajo la marca Artex Software                     |
| 2005 | Ankh                                                                         | BHV Software, Viva Media                                  |                                                  |
| 2005 | Luka und das geheimnisvolle Silberpferd                                      | Polizeiliche Kriminalprävention der Länder und des Bundes |                                                  |
| 2006 | Ankh: El corazón de Osiris                                                   | Xider                                                     |                                                  |
| 2007 | Jack Keane                                                                   | 10tacle Studios, Strategy First                           |                                                  |
| 2007 | Ankh: La batalla de los dioses                                               | Daedalic Entertainment, Xider                             |                                                  |
| 2008 | Luka und der verborgene Schatz                                               | Polizeiliche Kriminalprävention der Länder und des Bundes |                                                  |
| 2009 | Venetica                                                                     | DTP Entertainment                                         |                                                  |
| 2010 | Black Sails: The Ghost Ship                                                  | Astragon                                                  |                                                  |
| 2010 | Jade Rousseau: The Secret Revelations – Episode 1: The Fall of Sant' Antonio | Phenomedia                                                | Primero en una serie cancelada de seis episodios |
| 2010 | Reading the Dead                                                             | Astrasgon                                                 |                                                  |
| 2011 | Haunted                                                                      | DTP Entertainment, Viva Media                             |                                                  |
| 2012 | Jack Keane 2: The Fire Within                                                | Astrasgon                                                 |                                                  |
| 2013 | Blood Knights                                                                | Kalypso Media                                             |                                                  |
| 2014 | Moorhuhn: Tiger and Chicken                                                  | Koch Media                                                |                                                  |
| 2014 | Lords of the Fallen                                                          | CI Games                                                  | Codesarrollado junto con CI Games                |
| 2015 | Imagoras                                                                     | Städel Museum                                             |                                                  |
| 2017 | The surge                                                                    | Focus Home Interactive                                    |                                                  |
| 2019 | The surge 2                                                                  | Focus Home Interactive                                    |                                                  |

### Deck13 Hamburgo
| Año  | Título                           | Distribuidor |
| ---- | -------------------------------- | ------------ |
| 2014 | TransOcean: The Shipping Company | Astragon     |
| 2016 | TransOcean 2: Rivals             | Astragon     |
| 2017 | TransRoad: USA                   | Astragon     |

### Cancelados
- El misterio de los siete símbolos

- Jade Rousseau: Die Geheimen Evangelien - Episodio 2: Die Bruderschaft

- Jade Rousseau: Die Geheimen Evangelien - Episodio 3: Das geheime Dossier

- Jade Rousseau: Die Geheimen Evangelien - Episodio 4: Der Weg in die Finsternis

- Jade Rousseau: Die Geheimen Evangelien - Episodio 5: Die Geister der Vergangenheit

- Jade Rousseau: Die Geheimen Evangelien - Episodio 6: Der Zorn Gottes

## Videojuegos distribuidos
| Año  | Título                                                               | Desarrollador        |
| ---- | -------------------------------------------------------------------- | -------------------- |
| 2015 | The Adventures of Bertram Fiddle: Episode 1: A Dreadly Business      | Rumpus Animation     |
| 2015 | Super Snow Fight                                                     | Patrick God          |
| 2016 | Obliteracers                                                         | Varkian Empire       |
| 2017 | Shift Happens                                                        | Klonk Games          |
| 2017 | The Adventures of Bertram Fiddle: Episode 2: A Bleaker Predicklement | Rumpus Animation     |
| 2018 | The Shattering                                                       | SuperSexySoftware    |
|      | CrossCode                                                            | Radical Fish Games   |
|      | The Shape of Heart                                                   | Dragon Whisper Games |
|      | Hover Cubes: Arena                                                   | Gametology           |
|      | Super Sky Arena                                                      | Hammer Labs          |
|      | Flat Heroes                                                          | Parallel Circles     |
|      | The Other 99                                                         | Burning Arrow        |